# Fyrkat

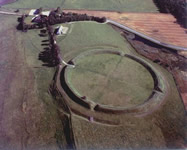
Luchtfoto van de overgebleven resten van Fyrkat

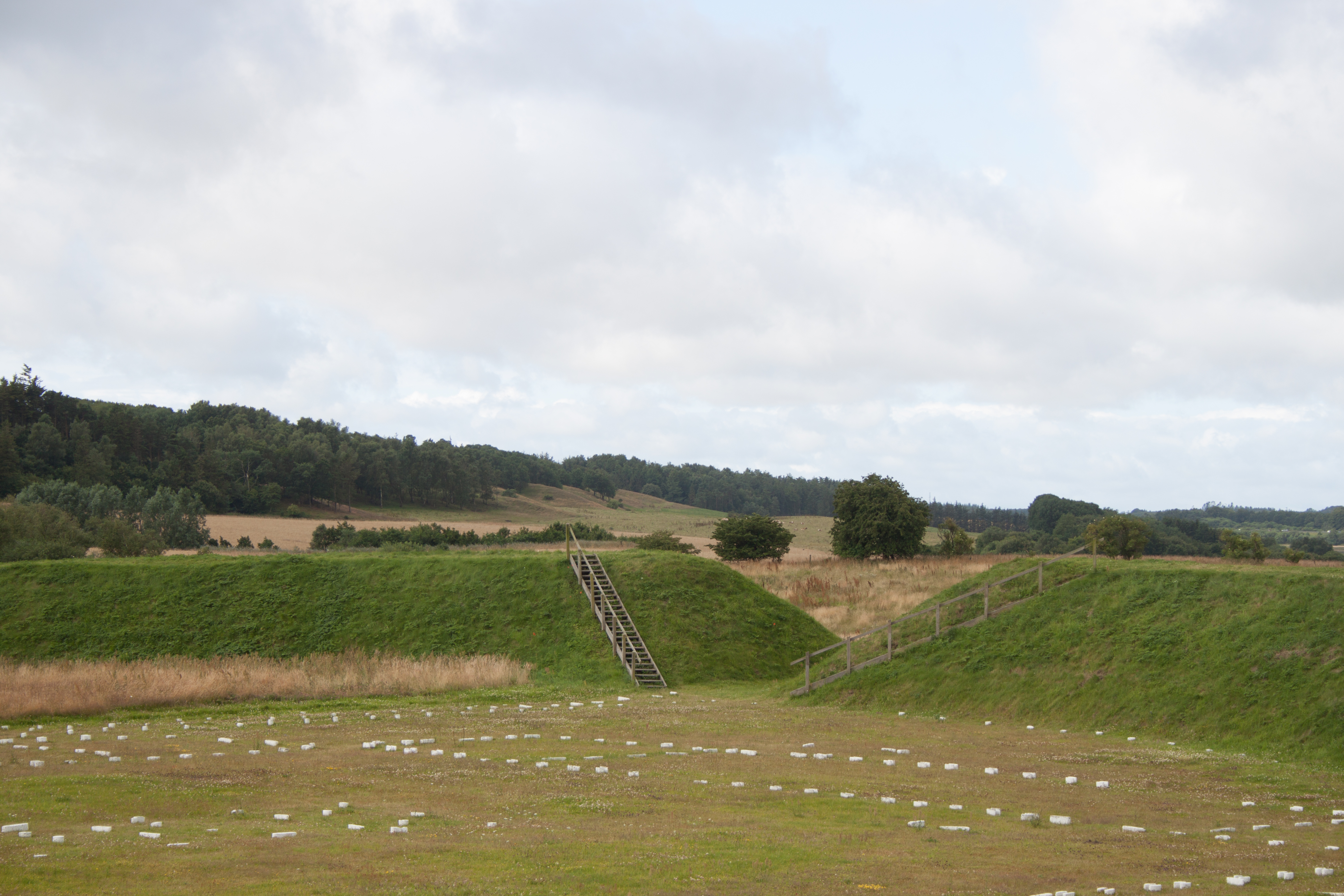
Huidige situatie gezien vanuit binnenin de ringwal

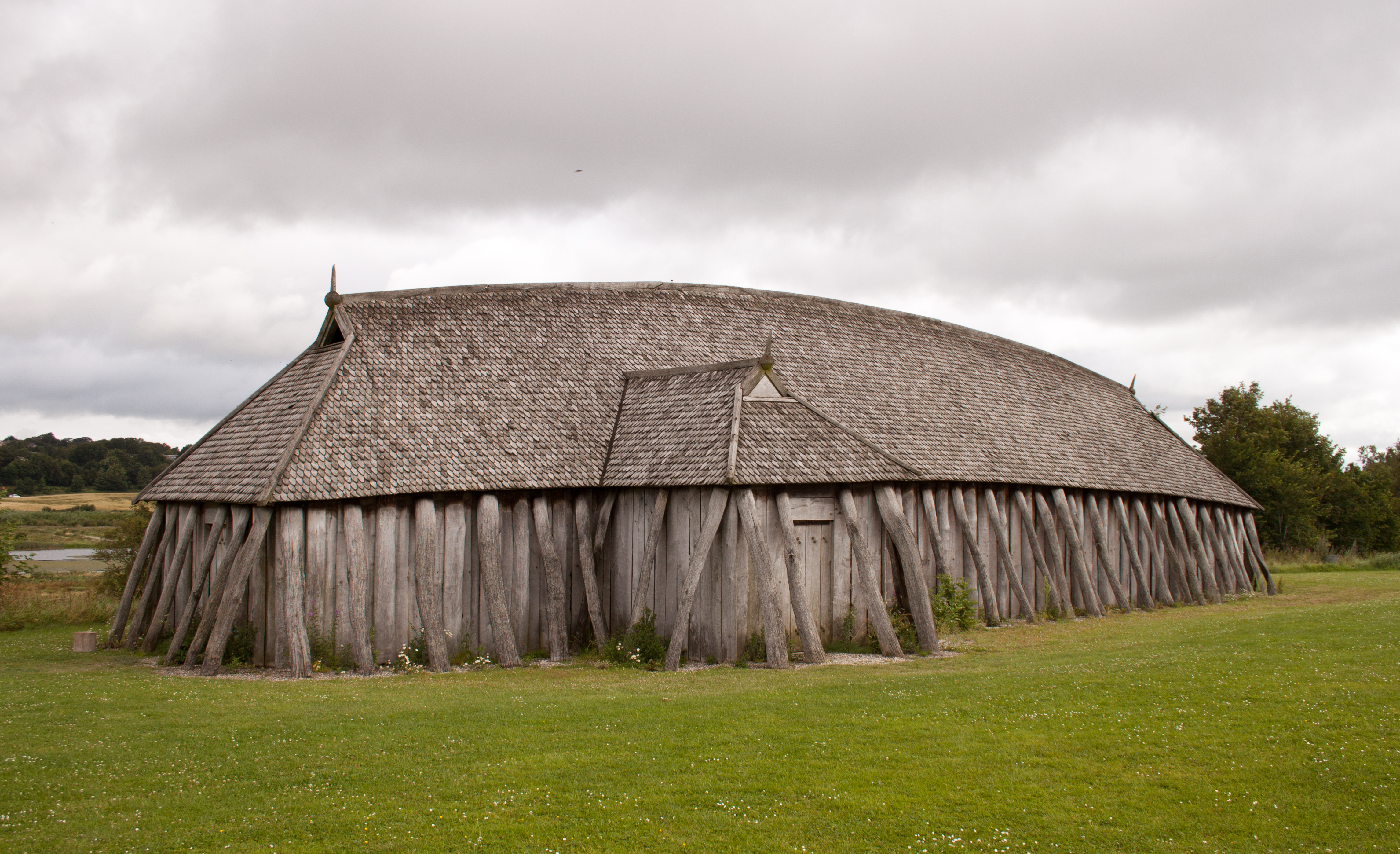
Gereconstrueerd langhuis bij Fyrkat

Fyrkat was een Vikingburcht in Denemarken vlak bij de stad Hobro, tussen Aarhus en Aalborg aan het eind van de Mariagerfjord. De burcht staat sinds 2023 op de Unesco-Werelderfgoedlijst als onderdeel van de inschrijving Ringwalburchten uit de Vikingtijd. De burcht is onderdeel van het vikingmuseum Vikingemuseet Fyrkat.
In het jaar 980, tijdens het bewind van de Deense Vikingkoning Harald Blauwtand, werd Fyrkat vermeld. Denemarken kent vijf van dit type Vikingburchten met een ringwal rondom de nederzetting. 
De diameter van deze omwalling is 120 meter, met een breedte van 13 m. Binnen de ring stonden 16 langhuizen.
In de directe omgeving van de ringwal staat nu een reconstructie van een Vikingboerderij, die bestaat uit negen gereconstrueerde huizen, die samen een grote boerderij vormen zoals die bekend zijn uit de tijd van Harald Blauwtand. Beide woonhuizen en workshops, met inbegrip van de smederij, zijn gebouwd van eikenhout met lemen muren en rieten daken.
De archeologische vondsten die zijn gedaan in de buurt van de burcht en de graven zijn te zien in het Hobro-museum.